# Уласевич, Виктор Яковлевич
Виктор Яковлевич Уласевич (1910, Екатеринослав — ?) — советский партийный деятель, 1-й секретарь Криворожского горкома КП(б)У Днепропетровской области. Депутат Верховного Совета Молдавской ССР 1-го созыва, депутат Верховного Совета УССР 2-го созыва.

## Биография
Родился в 1910 году в семье рабочего-каталя Брянского завода города Екатеринослава. Окончил начальную школу в посёлке Фабрика на окраине Екатеринослава. В 1922 году умер отец. Два года находился в детском доме. Потом учился на токаря в школе фабрично-заводского ученичества (ФЗУ) при Екатеринославском заводе имени Петровского.
В 1925 году вступил в комсомол.
После окончания школы ФЗУ работал токарем механического цеха Днепропетровского завода имени Петровского. Член ВКП(б).
Окончил подготовительные курсы и Днепропетровский металлургический институт имени Сталина, получил специальность инженера.
Работал инженером Днепропетровского завода имени Петровского, потом перешёл на партийную работу. Был внештатным пропагандистом районного комитета КП(б)У города Днепропетровска, секретарём Амур-Нижнеднепровского районного комитета КП(б)У Днепропетровска.
До 1940 года — заведующий организационного отдела Днепропетровского областного комитета КП(б)У.
В 1940—1941 годах — секретарь Кишинёвского городского комитета КП(б) Молдавии.
Во время Великой Отечественной войны в Красной армии. Служил заместителем начальника, а затем начальником политического отдела бригады. После демобилизации из Советской армии вернулся на партийную работу.
В 1946—1948 годах — 1-й секретарь Криворожского городского комитета КП(б)У Днепропетровской области.

## Награды
- орден Трудового Красного Знамени (23.01.1948);
- орден Красной Звезды;
- медали.